# Mont Wright
Cet article concerne la montagne située sur Pluton. Pour l'ancienne montagne du Québec, le hameau et la mine associés, voir Mont-Wright.
Pour les articles homonymes, voir Wright.
Le mont Wright (Wright Mons) est une montagne surmontée d'une dépression située sur la planète naine Pluton, au sud de la plaine Spoutnik et nommée d'après les frères Wright,. La répartition de matériaux autour du mont Wright et le peu de cratères visibles sur cette structure suggère une activité volcanique. Ainsi, ce relief pourrait être un cryovolcan,,.